# 木村ひさし
木村 ひさし（きむら ひさし、1967年 - ）は、日本の演出家、映画監督。東京都出身。

## 経歴・人物
都立富士高校、日本映画学校卒業。
演出家・堤幸彦が携わった作品に助監督などで参加しており、演出にも関わっている。
作品のエンドロールなどでは姓と名の間にスマイリーフェイスのマークを入れて表記される場合がある（『警部補 矢部謙三』から。『永沢君』からは原作者さくらももこ本人による直筆の手書き表記）。
『劇場版 ATARU THE FIRST LOVE & THE LAST KILL』で映画初監督。
2019年4月1日、制作プロダクションのROBOTとマネージメント契約を結んだことを発表した（2020年3月契約満了）

## 主な監督作品

### テレビドラマ
☆はチーフディレクター担当作品。
- 熱血恋愛道（1999年、日本テレビ）
- TRICK（2000年、テレビ朝日）
- TRICK2（2002年、テレビ朝日）
- TRICK3（2003年、テレビ朝日）
- ミステリー民俗学者 八雲樹（2004年、テレビ朝日）
- GO!GO!HEAVEN! 自決少女隊（2005年、テレビ東京）
- 追跡者 秋葉原人（2006年、テレビ朝日）
- 下北サンデーズ（2006年、テレビ朝日）
- スシ王子!（2007年、テレビ朝日）
- ウォーキン☆バタフライ（2008年）
- 20世紀少年〜もう一つの第1章〜（2009年、日本テレビ）
- 20世紀少年〜もう一つの第2章〜（2009年、日本テレビ）
- 警部補 矢部謙三（2010年、テレビ朝日）☆
- ハンマーセッション!（2010年、TBS）
- 最上の命医（2011年、テレビ東京）
- 怪盗ロワイヤル（2011年、TBS）☆
- ATARU（2012年、TBS）☆
- 金田一少年の事件簿 香港九龍財宝殺人事件（2013年、日本テレビ）
- 永沢君（兼脚本・2013年、TBS）☆
- 警部補 矢部謙三2（2013年、テレビ朝日）☆
- 安堂ロイド〜A.I. knows LOVE?〜（2013年、TBS）
- 私の嫌いな探偵（2014年、テレビ朝日）
- 金田一少年の事件簿N（neo）（2014年、日本テレビ）☆
- 破門 (疫病神シリーズ)（2015年、BSスカパー!）☆
- 螻蛄 (疫病神シリーズ)（2016年、BSスカパー!）☆
- 民王（2015年、テレビ朝日）☆
- サムライせんせい（2015年、テレビ朝日）
- 99.9-刑事専門弁護士-（2016年、TBS）☆
- IQ246〜華麗なる事件簿〜（2016年、TBS）☆
- A LIFE〜愛しき人〜（2017年、TBS）
- 名刺ゲーム（2017年、WOWOW）☆
- 99.9-刑事専門弁護士- SEASON II（2018年、TBS）☆
- 名探偵・明智小五郎（2019年、テレビ朝日）
- Heaven? 〜ご苦楽レストラン〜（2019年、TBS）☆
- おカネの切れ目が恋のはじまり（2020年、TBS）
- タリオ 復讐代行の2人（2020年、NHK総合）☆
- シェフは名探偵（2021年、テレビ東京）☆
- 金田一少年の事件簿（2022年、日本テレビ）☆
- オールドルーキー（2022年、TBS）
- 警視庁アウトサイダー（2023年、テレビ朝日）☆
- CODE-願いの代償-（2023年、日本テレビ）
- 今日からヒットマン（2023年、テレビ朝日）
- 離婚しない男-サレ夫と悪嫁の騙し愛-（2024年、テレビ朝日）
- 天久鷹央の推理カルテ（2025年、テレビ朝日）
- DOCTOR PRICE（2025年、日本テレビ）

### 映画
- 劇場版 ATARU THE FIRST LOVE & THE LAST KILL（2013年9月14日）
- ピカ☆★☆ンチ LIFE IS HARD たぶんHAPPY（2014年8月1日）
- 任侠学園（2019年9月27日）[3]
- 屍人荘の殺人（2019年12月13日）
- 仮面病棟（2020年3月6日）[4]
- 99.9-刑事専門弁護士-THE MOVIE（2021年12月30日）[5]
- 貞子DX（2022年10月28日）[6]

### PV
- 乃木坂46 宮澤成良 個人PV（2012年）
- SUPER☆GiRLS「アジアの純真」（2014年）
- SUPER☆GiRLS「アッハッハ!〜超絶爆笑音頭〜」（2014年）

### 携帯ドラマ
- 革命ステーション5＋25（2009年、LISMO Video）[7]

### ネットドラマ
- 警部補 矢部謙三〜人工頭脳VS人工頭毛〜（2017年、ビデオパス・テレ朝動画）
- TEAM NACS 25周年記念作品「LOOSER 2022」（2022年、クリエイティブオフィスキュー・アミューズ）[8]

### オリジナルビデオ
- 爆竜戦隊アバレンジャー 20th 許されざるアバレ（2023年）

## その他

### 映画
- ガメラ2 レギオン襲来（助監督・1996年）[9]
- 金田一少年の事件簿 上海魚人伝説（監督助手・1997年）
- 溺れる魚（助監督・2001年）
- トリック劇場版（助監督・2002年）
- Jam Films「HIJIKI」（助監督・2002年）
- トリック劇場版2（監督補、CG、空撮、お天気祭、ミラーマジック、スナック、カラオケ等担当、居眠り奉行・2006年）
- 大帝の剣（監督補・2006年）
- 銀幕版 スシ王子! 〜ニューヨークへ行く〜（監督補・2008年）
- 20世紀少年（第1章・セカンドユニット監督・2008年）
- 20世紀少年 第2章 最後の希望（セカンドユニット監督・2009年）
- 20世紀少年 最終章 ぼくらの旗（セカンドユニット監督・2009年）
- 劇場版TRICK 霊能力者バトルロイヤル（監督補・2010年）
- はやぶさ/HAYABUSA（セカンドユニット監督・2011年）
- 劇場版 SPEC〜天〜（絵コンテ・2012年）

### テレビドラマ
特記のないものはすべて助監督や監督補。
- ぼくらの勇気 未満都市（1997年、日本テレビ）
- 新・俺たちの旅 Ver.1999（1999年、日本テレビ）
- ブラック・ジャック 生存確率ゼロ（2000年、TBS）
- TRICK（2000年、テレビ朝日）
- 金田一少年の事件簿 魔術列車殺人事件（2001年、日本テレビ）
- ブラック・ジャック3 悲劇の天才料理人（2001年、TBS）
- TRICK2（2002年、テレビ朝日）
- 演技者。「錦★鯉」「REDRUM」（2002年、フジテレビ）
- リモート（2002年、日本テレビ）
- 池袋ウエストゲートパーク スープの回（2003年、TBS）
- TRICK3（2003年、テレビ朝日）
- 劇団演技者。「アンラッキー・デイズ ナツメの妄想」（2004年、フジテレビ）
- 四谷くんと大塚くん/天才少年探偵登場の巻（2004年、TBS）
- 一番大切なデート my precious date（2004年、TBS）
- 巷説百物語〜狐者異〜（2005年、WOWOW）
- TRICK 新作スペシャル（2005年、テレビ朝日）
- 下北サンデーズ（2006年、テレビ朝日）
- スシ王子!（2007年、テレビ朝日）
- SPEC〜翔〜（出演・2012年、TBS）
- 永沢君（脚本・2013年、TBS）
- SPEC〜零〜（協力・2013年、TBS）

## 出演

### テレビ番組
- ふらぶらやろう（2015年 - 2016年、サンテレビ）
- ふらんくくらぶ（2017年1月 - 、J:COM関西エリア）

## 受賞歴
- 2000年
  - 第26回ザテレビジョンドラマアカデミー賞 監督賞（堤幸彦､保母浩章､大根仁､山田光広と共に）（『トリック』）[10]
- 2015年
  - 第86回ザテレビジョンドラマアカデミー賞 監督賞（『民王』）[11][12]